# کائونیا
کائونیا (به لاتین: Kaunia) یک منطقهٔ مسکونی در بنگلادش است که در ناحیه رنگ‌پور واقع شده‌است. کائونیا ۱۴۷٫۶ کیلومتر مربع مساحت و ۲۲۷٬۸۰۵ نفر جمعیت دارد.